# Суховольский, Лазарь
Лазарь Суховольский (пол. Lazar Suchowolski, 1909, Белосток — 1991) — французский и австралийский шахматист польско-еврейского происхождения.

## Биография
Переехал из Польши во Францию в 1927 г. Изучал математику в Университете Франш-Конте (Безансон). В 1934 г. выиграл резервный чемпионат Парижа. Также удачно сыграл в чемпионатах французской столицы в 1935 и 1938 гг.
В июне 1939 г. уехал в Австралию. Жил в Мельбурне. Сменил имя на Стефан Лазар (англ. Stefan Lazare). В 1957 г. добился крупнейшего спортивного успеха: разделил 1—2 места в чемпионате Австралии с К. Озолсом. По условиям соревнования, между ними должен был состояться дополнительный матч, однако вскоре после окончания турнира Суховольский эмигрировал в Израиль. В результате звание чемпиона Австралии было присвоено обоим.